# Пуцњава у осјечком кафићу
Пуцњава у осјечком кафићу 1994. године била је масовна пуцњава која се догодила 18. јуна 1994. у Осијеку у Хрватској. Борислав Бешлић је убио четири особе, а ранио осам.

## Пуцњава
Увече 18. јуна 1994. године у Осијеку, Борислав Бешлић се вратио са фронта са аутоматском пушком. Отишао је до кафића "Графичар", иако је власник затворио капију и рекао свима да не ради, јер су биле две групе људи, од којих је једна славила годишњицу матуре, Бешлић се попео кроз капију и ушао у кафић. Славље је било у пуном јеку, а музичари су одсвирали две српске песме. Ове песме су наљутиле Бешлића и он је почео да пуца. Пуцао је кроз затворена стаклена врата, ушао у средину и наставио да пуца. Затим је сео за сто, ставио на њега митраљез и две гранате. Тамо га је пронашла полиција. Погинула су два госта и два конобара, а 8 је повређено.

## Извршилац
Борислав Бешлић (41) био је припадник 5. домобранског пука Хрватске. Командант његовог пука није могао да објасни како је понео оружје са собом. Претходно је запалио ресторан "Фрушка гора" у Осијеку и због тога је осуђен. 

## Жртве
- Мелита Грујић
- Мирјана Катанић
- Бранко Малијурек
- Тихомир Милићевић